# La figlia del silenzio
La figlia del silenzio (Daughter of Silence) è un romanzo di Morris West, pubblicato per la prima volta a Londra dall'editore Heinemann nel 1961. Sempre nel 1961 l'autore ha scritto la versione teatrale Daughter of Silence, presentata a Broadway.
Il romanzo è stato tradotto in francese, spagnolo, finlandese, olandese, danese, tedesco, maltese, cinese, portoghese, indonesiano, polacco, svedese, oltre che in italiano.

## Trama
È il 1960. In una giornata di agosto, all'ora di pranzo, una giovane donna si presenta alla porta del sindaco del paesino di Santo Stefano, non lontano da Siena. Chiede di vedere l'uomo e, quando questi appare sulla soglia di casa, lei gli scarica nel petto cinque colpi di pistola, poi va a costituirsi alla caserma dei carabinieri, sull'altro lato della piazza. Tutti sanno chi è e perché ha ucciso il sindaco: durante l'ultimo anno di guerra, l'uomo, comandante di un'unità partigiana, aveva fatto giustiziare la madre della giovane sotto l'accusa di collaborazionismo. La figlia, Anna di otto anni, era stata affidata a una zia di Firenze.
Un anziano frate, Bonifacio, si adopera per affiancare la ragazza e manda a chiamare qualcuno alla villa Ascolini, che sovrasta il paese. Risponde alla chiamata l'avvocato Carlo Bini che accorre e su due piedi assume la difesa dell'assassina. Carlo vive con la moglie Valeria e con il suocero Alberto Ascolini (che gli è stato maestro), ma il suo matrimonio è infelice: Valeria è infedele, Ascolini fa lega con la figlia contro di lui, che pure è considerato il successore professionale del suocero. Quindi la famiglia prende piuttosto male la notizia che Carlo vuole difendere Anna Albertini di propria volontà e gratis; lo considerano un gesto di rottura.
Alla villa è presente come ospite lo psichiatra australiano Peter Landon che riceve le confidenze di tutti, non grato di questo ruolo che lo invischia nelle spire di una famiglia problematica. Però Landon è interessato al caso di Anna e accetta di affiancare il consulente medico statale Galluzzi. Dai primi esami fatti su Anna, risulta che la giovane è ancora vergine, benché sposata da quattro anni con Luigi Albertini, di professione guardia notturna. La pistola che è servita per il delitto è appunto di Luigi che quel giorno, per stanchezza, non l'aveva riposta, ma lasciata sul comodino. Poiché Anna aveva giurato di far fuori il sindaco (Giovanni Belloni) al tempo della tragedia della madre, non si capisce perché proprio quel giorno sia esplosa in lei la volontà omicida.
Carlo, assunti anche due colleghi, si immerge nel caso giudiziario e, con sorpresa di tutti (fatta eccezione per il suocero), conduce un processo grandioso e pieno di pathos. Partendo da premesse umili, arriva a dimostrare che la morte della madre di Anna è avvenuta in circostanze ben diverse da quelle documentate da Belloni. La donna era stata stuprata e quindi uccisa in casa propria, mentre un gruppo di complici teneva la bambina di lei che, vivendo in prima persona la tragedia, ne è rimasta ferita mentalmente fino a non poter nemmeno consumare il suo matrimonio. Nel silenzio generale è coinvolto anche il brigadiere dei carabinieri Fiorello, al quale il Padre Bonifacio aveva chiesto, a fine guerra, di riaprire il caso. Fiorello rende falsa testimonianza al processo e Carlo lo smaschera; distrugge inoltre la reputazione di Giovanni Belloni, donnaiolo impenitente che ha persino un figlio illegittimo e aveva verso la madre di Anna delle mire di natura sessuale. Il marito di Anna, Luigi, abbandona la sposa a se stessa, ma non può evitare di testimoniare sulle ossessioni di cui la poveretta dava prova nei momenti di intimità.
Il capovolgimento della prospettiva è tale che il pubblico al processo vorrebbe la libertà immediata per Anna. Invece Carlo sostiene la semi infermità mentale e l'immaturità della sua assistita ed ottiene una reclusione di tre anni in un istituto di cura e sotto la direzione di Galluzzi. La Corte accoglie la tesi di Carlo e questi, vincitore al processo, assurge a una grande fama, ma crolla a causa delle tensioni sostenute. Il ritorno a casa è difficile per tutti, ma in particolare per Landon che è stato bersaglio di troppe confidenze e testimone di troppi intrighi. Landon ha trovato in Ninette Lachaise (amica della famiglia Ascolini-Bini) l'anima gemella e vuole sposarsi, pensare a sé. per di più è stato messo in guardia dal dottor Galluzzi a proposito della personalità di Carlo, istrionica e vittimista. Carlo ha per la sua assistita un sentimento ambiguo e non proprio sano, da interrompere per consentire alla ragazza di crescere con il percorso terapeutico. E invece Carlo ne vorrebbe fare una specie di figlia, a scapito anche di una sua ulteriore crescita.
Eppure Carlo deve vedere ancora una volta la sua protetta. Con Landon, va all'istituto a trovarla e, dopo aver infranto parecchie regole, Anna vuole essere baciata da Carlo come una donna. Egli acconsente senza farsi pregare, ma il risultato è una crisi isterica di Anna che comincia a urlare e accusa lo stesso Carlo di averle ucciso la madre. Portata via in una camicia di forza, la giovane si palesa effettivamente per un'ossessa, cosa di cui fino a quel momento si sarebbe potuto dubitare. Disgustato, Landon deve inventare una versione dell'episodio per risparmiare a Carlo conseguenze imprevedibili. Quest'ultima scena rende impossibile allo psichiatra differire ulteriormente le sue decisioni, perciò lascia la villa con Ninette e i due si avviano al loro futuro di sposi.

## Opere derivate
Nel 1961 Morris West ha presentato anche la versione teatrale di Daughter of Silence. Lo spettacolo ha avuto 36 rappresentazioni a Broadway. La protagonista, Janet Margolin, ai suoi esordi, ha ricevuto il Theatre World Award e una nomination al Tony Award.

## Edizioni in italiano
- M. L. West, La figlia del silenzio, traduzione di Roberta Rambelli, ed. Longanesi, Milano 1990;